# Portugál nevek
A portugál személynevek egy-két keresztnévből és egy-négy családnévből állnak (bár egyes esetekben, például arisztokratáknál, ennél több név is lehet). A családnevek származhatnak az anyai ágról, az apai ágról, és a házastárstól.  Általában az anyai családneveket követik az apai családnevek. A mindennapi életben az emberek jellemzően csak egy keresztnevet (az elsőt) és egy családnevet (az utolsót) használnak.
A 20. század közepe óta nincs számottevő különbség a portugáliai és a brazíliai portugálok névadási szokásai között.

## Családnevek
Ha a szülők neve Gumercindo Almeida Abreu és Gláucia Santos de Sousa, akkor néhány példa a gyermek lehetséges nevére:
- José Abreu (egy keresztnév, és az apa utolsó családneve)
- José de Sousa (általában csak akkor, ha az apa személye nem ismert)
- José de Sousa Abreu (egy családnév az anyától, és egy az apától. Az anyai családnevek leggyakrabban – de nem kötelezően – az apai családnevek előtt vannak; a spanyol névadási szokásokkal ellentétben)
- José Tancredo Santos de Sousa Almeida Abreu (két keresztnév, két-két családnév a szülőktől; az anyai családnevek az apaiak előtt vannak. Ebben az esetben a mindennapi életben a gyermeket továbbra is José Abreuként fogják ismerni)
- José Almeida Abreu de Sousa (itt az apai családnevek vannak elöl, a mindennapi életben a gyermeket José de Sousaként fogják ismerni)

Megjegyzendő, hogy egy családnév több szóból is állhat. Például az Espírito Santo, Mão de Ferro, Castelo Branco egyetlen névnek számítanak. Camilo Ferreira Botelho Castelo Branco írót általában Camilo Castelo Branco-nak nevezik (és sohasem Camilo Branco-nak).
Házasság esetén a személy (általában a hölgy) felveheti a házastárs egy vagy két családnevét (ez a saját név legvégére kerül), de ugyanakkor saját neveit is változatlanul megtartja.

### Különleges esetek
- Ha a gyermek neve ugyanaz, mint az apáé, vagy egy közeli rokoné, akkor a név végére patronímát vagy matronímát csatolnak: Júnior (ifjabb), Filho / Filha (valaki fia / lánya), Sobrinho / Sobrinha (valaki unokaöccse / unokahúga), Neto / Neta (valaki unokája), Bisneto / Bisneta (valaki dédunokája). Ezeket mindig nagy kezdőbetűvel írják. Például Vítor Borba Ferreira fiát nevezhetik Vítor Borba Ferreira Júniornak. Főleg a braziloknál gyakori.
- Előfordulhat, hogy a fiúgyermekeknek csak az apa, a lánygyermekeknek csak az anya családnevét adják. Ez főleg a régi időkben volt így.
- A gyermeknek a nagyszülők, dédszülők családneveit is adhatják (melyeket nem vitt tovább az anya, illetve az apa).
- A kisebbségek (például brazíliai németek) általában megőrzik saját névadási szokásaikat.

## Keresztnevek
Portugáliában – akárcsak Magyarországon – a szülők csak egy adott listában szereplő keresztneveket adhatnak a gyereknek, kivéve, ha a család nem portugál származású. A brazil szabályozás ennél engedékenyebb; bármilyen nevet lehet adni, mely nem obszcén, és nem jelent hátrányt viselőjének.
A 2010-es években Portugáliában a Maria és a João, Brazíliában a Maria és a José a leggyakoribb keresztnevek. A Maria a Szűz Mária iránti katolikus tiszteletet jelképezi, és számos formában adhatják keresztnévként (Maria Aparecida, Maria da Conceição, Maria José, José Maria).
A beceneveket általában -inh végződéssel képezik (Teresa → Teresinha, Ronaldo → Ronaldinho), vagy rövidítéssel (Elisabete → Bete, José → Zé), vagy ezek kombinációjával (Elisabete → Betinha, José → Zezinho). A gyakori keresztnév-összetételeknek is bevett becézésük van (például Maria da Conceição → Maricota, José Carlos → Zeca).

## Ábécésorrend
Telefonkönyvekben, könyvészetben az utolsó családnév alapján listáznak. Azonos családnevek esetén az első keresztnevet, majd a második keresztnevet tartják szem előtt. Az előtagokat (de, da, do, dos, das) és a patronímiákat / matronímiákat (Júnior, Filho stb.) nem veszik figyelembe. Az ilyen lista gyakran hibás lehet; egyrészt a személy szabadon felcserélheti családnevei sorrendjét, másrészt a keresztnevek egyes esetekben nem ismertek. Példa egy listára:
- Abreu, José de Santos
- Abreu Filho, Otávio Sérgio
- Abreu, Tancredo Tavares
- Almeida, Antônio

Informálisabb környezetben, például iskolai névsorokban keresztnév-családnév szerint listáznak, így a fenti listát a következőképpen rendeznék:
- Antônio Almeida
- José de Santos Abreu
- Otávio Sérgio Abreu Filho
- Tancredo Tavares Abreu